# Arabische Oryx
Die Arabische Oryx (Oryx leucoryx) ist eine Antilope aus der Gattung der Oryxantilopen, die einst in den Wüsten und Halbwüsten Westasiens verbreitet war. Oft wird sie auch Weiße Oryx genannt.

## Merkmale
Als kleinste aller Oryx-Arten haben Arabische Oryx eine Schulterhöhe von etwa 80 bis 100 cm und wiegen bis 70 kg. Das Fell ist größtenteils sehr hell, beinahe weiß. Die Beine und die Unterseite sind gelb bis braun. Die Antilopen haben eine dunkelbraun-weiße Gesichtsmaske.
Beide Geschlechter haben sehr lange, nicht oder nur leicht gekrümmte Hörner. Sie erreichen Längen von 50 bis 70 cm.

## Lebensweise
Die Arabische Oryx ist perfekt an das Leben in der Wüste angepasst. Die reflektierende Farbe des Fells schützt sie vor der Hitze. Bei Wassermangel und hohen Temperaturen können die Arabischen Oryx ihre Körpertemperatur auf bis zu 46,5 °C erhöhen (in der Nacht sinkt sie unter 36 °C). Dadurch wird auch der Wasserbedarf klein gehalten. Auch bei der Kot- und Harnabgabe verlieren die Tiere sehr wenig Flüssigkeit. Das Gehirn wird durch Blut versorgt, dessen Temperatur durch ein einzigartiges Netz von Kapillaren in der Halsschlagader gesenkt ist.
Sie ernähren sich von Knospen, Gras und Blättern und kommen gut für mehrere Tage ohne Flüssigkeit aus. Den Flüssigkeitsbedarf decken die Antilopen, die in Gebieten leben, wo es meist kein Oberflächenwasser gibt, zum Teil durch das Lecken von Tau oder von Feuchte, die von Nebel in den Fellen anderer Tiere hängen blieb. Nur trächtige Tiere benötigen täglich Wasser. Sie können Regen und frische Weidegründe ausmachen und bewegen sich darauf zu. Am Tag ruhen sich die Tiere aus.
Die Weibchen und Jungtiere leben in Herden aus durchschnittlich fünf Tieren. Die einzelnen Herden haben „Weidegebiete“ von mehr als 3.000 km². Männchen sind Einzelgänger, die Reviere von Größen bis zu 450 km² verteidigen.

## Ausrottung, Erhaltungszucht und Wiederaussetzung

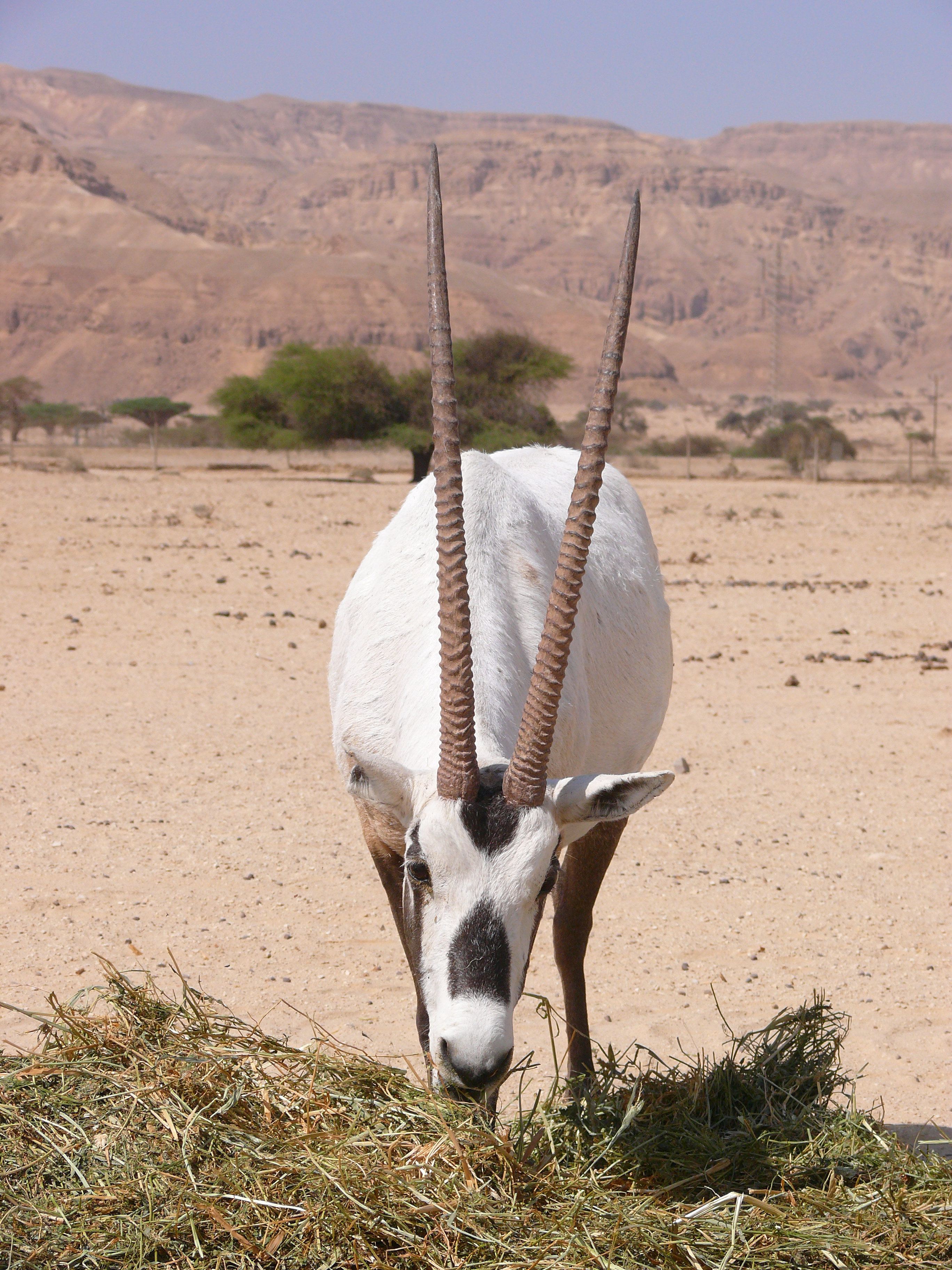
Arabische Oryxantilope im Zuchtzentrum Chai Bar Jotvata

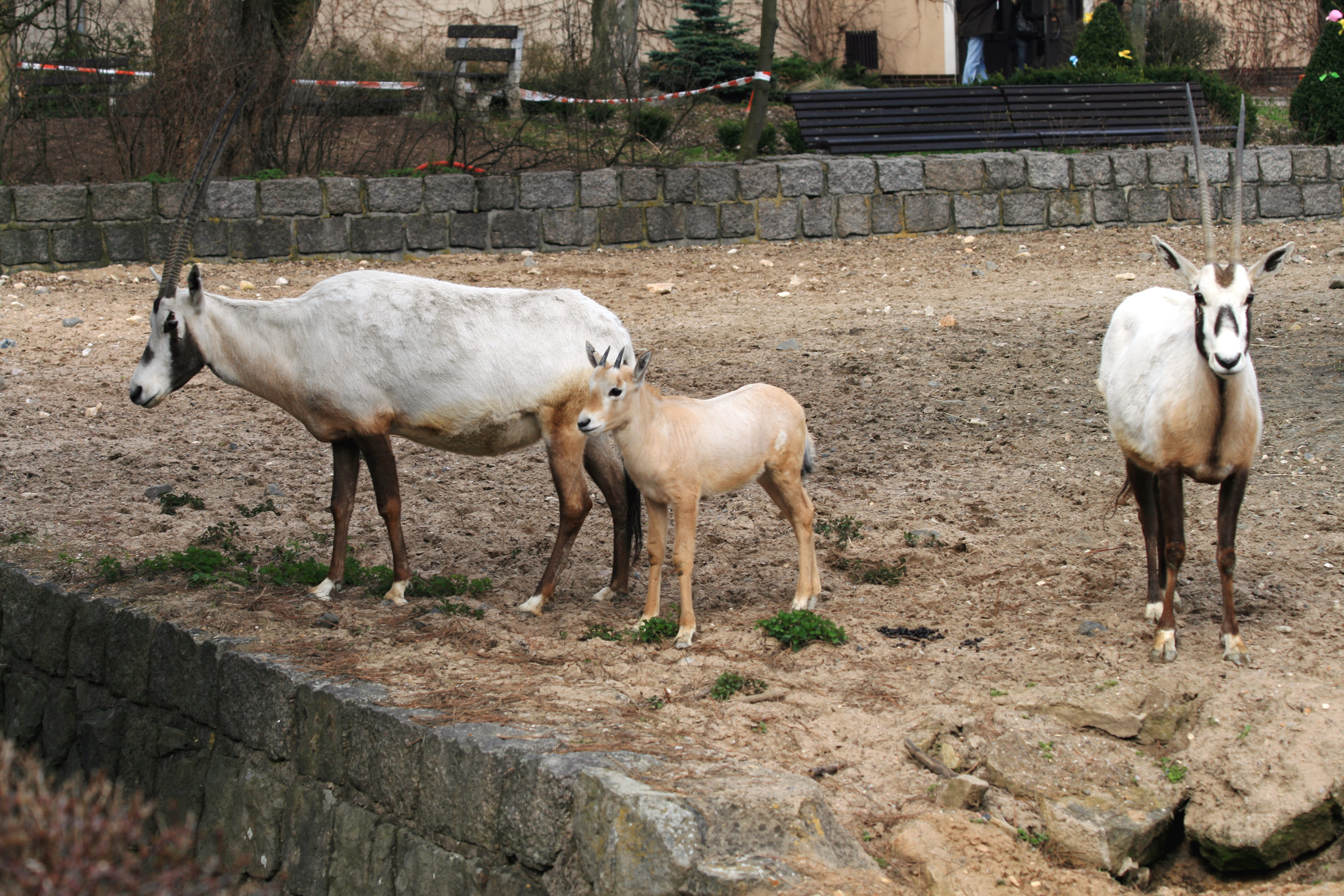
Gruppe mit Jungtier im Zoo Dvůr Králové, Tschechien

Ursprünglich war die Arabische Oryx von der Sinai-Halbinsel über die Levante bis Mesopotamien sowie auf der arabischen Halbinsel verbreitet. Schon im 19. Jahrhundert war sie in fast all diesen Gegenden ausgerottet und auf Rückzugsgebiete im Süden der arabischen Halbinsel beschränkt. Wegen des Leders, des Fleisches und einfach aus Vergnügen wurden die letzten Antilopen mit Schusswaffen aus motorisierten Fahrzeugen erlegt, so dass nach 1972 alle wild lebenden Tiere ausgerottet waren.
Ein weltweites Erhaltungszucht-Programm begann Ende der 1960er Jahre in den USA mit neun Exemplaren im Phoenix Zoo und drei Tieren im Los Angeles Zoo. Diese beiden aus Zootieren und Privatbesitz gebildeten Gruppen waren die sogenannte Weltherde, von der alle heute lebenden Arabischen Oryx abstammen. Da sich inzwischen in der Herkunftsregion die Einstellung der Menschen zum Naturschutz geändert hatte, konnten wieder Arabische Oryx in Oman (1982), Jordanien (1983), Saudi-Arabien (1990) und in den Vereinigten Arabischen Emiraten (2007) ausgesetzt werden. Kleine Herden wurden außerdem in Israel und auf Bahrain freigelassen. Die Auswilderung ist aufwändig und teuer, da die Tiere meist aus Übersee eingeflogen und schrittweise auf das selbstständige Überleben in der Wüste vorbereitet werden.
Die IUCN führte die Arabische Oryx weiterhin lange als bedroht. In Oman wurden die Tiere noch immer illegal bejagt und wurden seit der Aussetzung beständig seltener, so dass der Bestand von fast 500 auf unter 100 Tiere gefallen war. Die UNESCO strich das 1994 in das UNESCO-Welterbe aufgenommene Wildschutzgebiet der Arabischen Oryx im Juni 2007 wieder von der Welterbeliste, da die Regierung von Oman entschieden hatte, die Größe des geschützten Areals um 90 Prozent zu reduzieren. Es handelt sich um die erste Streichung eines Welterbes von der UNESCO-Liste. Hingegen wurde das saudische Wildreservat ʿUrūq Banī Maʿārid 2023 zum UNESCO-Welterbe ernannt. Zu diesem Zeitpunkt beherbergt es die einzige wildlebende Herde Arabischer Oryx.
Im Gegensatz zum Oman ist der Trend bei den Populationen Saudi-Arabiens und Israels leicht steigend. Allerdings waren die Bestände weiterhin durch Trockenheit und die damit verbundene Nahrungsknappheit gefährdet. So brach der Bestand im Mahazat-as-Sayd-Schutzgebiet in Saudi-Arabien von über 600 Tieren im Jahr 2006 auf weniger als 400 Tiere im Jahr 2008 zusammen, da die Tiere das eingezäunte Schutzgebiet nicht verlassen und deshalb der regionalen Trockenheit nicht ausweichen konnten.
In Abu Dhabi wurden Arabische Oryx in verschiedenen Schutzzonen ausgewildert. Der Zoo Al Ain unterhält auf der Insel Sir Bani Yas eine Herde, aus der die Tiere stammen.
Rund 6000–7000 Arabische Oryx leben heute in menschlicher Obhut, die meisten davon in Arabien. Im Dezember 2008 lebten in wissenschaftlich geleiteten Zoologischen Gärten weltweit 671 Arabische Oryx, 537 davon in Europa, wo 2008 67 Geburten verzeichnet wurden.
Im Jahr 2011 lebten auf der Arabischen Halbinsel und in angrenzenden Gebieten wieder circa 1000 wildlebende Exemplare. Davon waren je 50 in Oman und Jordanien, 100 in Israel, 200 in den Vereinigten Arabischen Emiraten und 600 in Saudi-Arabien. Die IUCN konnte somit die Arabische Oryx von stark gefährdet auf gefährdet zurückstufen.

### Bestand
Das länderübergreifende General Secretariat for the Conservation of the Arabian Oryx gibt folgende Bestandszahlen je Mitgliedsland an.
| Staat                        | Bestand |
| ---------------------------- | ------- |
| Bahrain                      | 165     |
| Irak                         | k. A.   |
| Jemen                        | > 1     |
| Jordanien                    | 205     |
| Katar                        | 1546    |
| Kuwait                       | 17      |
| Oman                         | 1016    |
| Saudi-Arabien                | 1681    |
| Syrien                       | 70      |
| Vereinigte Arabische Emirate | 7375    |